# Herman Heskamp
Herman Heskamp (Glanerbrug, 2 februari 1947) is een voormalig Nederlands voetballer. De aanvaller speelde onder andere voor FC Twente en PEC Zwolle.

## Carrière
Heskamp speelde in zijn jeugd bij de amateurs van GVV Eilermark uit Glanerbrug. In 1965 werd hij ingelijfd bij het net gevormde FC Twente. Op 9 april 1966 maakte hij zijn debuut. Bij zijn derde wedstrijd, twee weken later tegen DOS, scoorde hij een zuivere hattrick. In zeven wedstrijden kwam hij dat seizoen tot vijf doelpunten. Ook in de drie daaropvolgende seizoenen speelde Heskamp voor Twente, maar tot een echte doorbraak kwam het niet. Hij kwam tot 43 wedstrijden en twaalf doelpunten.
In 1969 verkaste Heskamp naar PEC Zwolle. In de zes jaar dat hij in de hanzestad speelde, was hij vijf keer clubtopscorer. In seizoen 1974/1975 was hij topscorer van de Eerste divisie. Na dat jaar tekende hij een contract bij FC Groningen. Bij Groningen wist hij de vorm die hij bij Zwolle tentoonspreidde niet voort te zetten en in 1976 mocht Heskamp vroegtijdig weg. Hij greep zijn kans en vertrok naar Olympique Avignon in Frankrijk. In 1979 kwam Heskamp terug naar Nederland en beëindigde hij zijn profcarrière. Hij speelde nog een jaar voor de hoofdklasse amateurclub ROHDA Raalte en ging vervolgens als conciërge aan de slag op een middelbare school in Meppel.

### Carrièrestatistieken
| Seizoen         | Club              | Land            | Competitie      | Competitie | Competitie | Beker | Beker | Internationaal | Internationaal | Overig | Overig | Totaal | Totaal |
| Seizoen         | Club              | Land            | Competitie      | Wed.       | Dlp.       | Wed.  | Dlp.  | Wed.           | Dlp.           | Wed.   | Dlp.   | Wed.   | Dlp.   |
| --------------- | ----------------- | --------------- | --------------- | ---------- | ---------- | ----- | ----- | -------------- | -------------- | ------ | ------ | ------ | ------ |
| 1965/66         | FC Twente         | Nederland       | Eredivisie      | 7          | 5          | 0     | 0     | –              | –              | –      | –      | 7      | 5      |
| 1966/67         | FC Twente         | Nederland       | Eredivisie      | 13         | 3          | 0     | 0     | –              | –              | –      | –      | 13     | 3      |
| 1967/68         | FC Twente         | Nederland       | Eredivisie      | 11         | 3          | 3     | 0     | –              | –              | –      | –      | 14     | 3      |
| 1968/69         | FC Twente         | Nederland       | Eredivisie      | 12         | 1          | 1     | 0     | –              | –              | –      | –      | 13     | 1      |
| 1969/70         | PEC               | Nederland       | Tweede divisie  | –          | 8          | 1     | 0     | –              | –              | –      | –      | –      | 8      |
| 1970/71         | PEC               | Nederland       | Tweede divisie  | –          | 6          | 0     | 0     | –              | –              | –      | –      | –      | 6      |
| 1971/72         | PEC Zwolle        | Nederland       | Tweede divisie  | –          | 9          | 1     | 0     | –              | –              | –      | –      | –      | 9      |
| 1972/73         | PEC Zwolle        | Nederland       | Eerste divisie  | –          | 25         | 3     | 2     | –              | –              | –      | 0      | –      | 27     |
| 1973/74         | PEC Zwolle        | Nederland       | Eerste divisie  | –          | 20         | 2     | 1     | –              | –              | –      | –      | –      | 21     |
| 1974/75         | PEC Zwolle        | Nederland       | Eerste divisie  | –          | 21         | –     | 2     | –              | –              | –      | 2      | –      | 25     |
| 1975/76         | FC Groningen      | Nederland       | Eerste divisie  | 28         | 5          | 1     | 0     | –              | –              | –      | –      | 29     | 5      |
| 1976/77         | Olympique Avignon | Frankrijk       | Division 2      | –          | –          | –     | –     | –              | –              | –      | –      | –      | –      |
| 1977/78         | Olympique Avignon | Frankrijk       | Division 2      | –          | –          | –     | –     | –              | –              | –      | –      | –      | –      |
| 1978/79         | Olympique Avignon | Frankrijk       | Division 2      | –          | –          | –     | –     | –              | –              | –      | –      | –      | –      |
| Carrière totaal | Carrière totaal   | Carrière totaal | Carrière totaal | –          | –          | –     | –     | –              | –              | –      | –      | –      | –      |

## Erelijst

### MetPEC Zwolle
| Competitie     | Winnaar | Winnaar | Runner-up | Runner-up |
| Competitie     | Aantal  | Jaren   | Aantal    | Jaren     |
| -------------- | ------- | ------- | --------- | --------- |
| Nationaal      |         |         |           |           |
| Eerste Divisie |         |         | 1x        | 1972/73   |
| Tweede Divisie |         |         | 1x        | 1970/71   |

### MetOlympique Avignon
| Competitie | Winnaar | Winnaar | Runner-up | Runner-up                |
| Competitie | Aantal  | Jaren   | Aantal    | Jaren                    |
| ---------- | ------- | ------- | --------- | ------------------------ |
| Nationaal  |         |         |           |                          |
| Division 2 |         |         | 2x        | 1978/79 (A), 1979/80 (B) |

### Individueel
| Nationaal                |    |              |
| Topscorer Eerste Divisie | 1x | 1974/75 (22) |